# قریش (بازی ویدئویی)
قریش (انگلیسی: Quraish) یک بازی ویدئویی در سبک راهبرد بی‌درنگ است که در پلت‌فرم‌های مایکروسافت ویندوز و اندروید منتشر شده‌است.
این بازی ویدئویی کامپیوتری سه بعدی استراتژی واقعی در سال ۲۰۰۵ توسط بازی ویدئویی سوریه، رسانه افکار تولید شده‌است.
این دومین بازی مبتنی بر زبان عربی و بازی استراتژی سوم شخص است که بر اساس جنگ‌های اولیه اسلام است، که عمدتاً بر مبارزات موفق خلفای راشدین علیه امپراتوری روم شرقی و سلسله ساسانیان در ایران متمرکز است.

## شخصیت‌ها
پیامبر اسلام حضرت محمد (ص): آخرین پیامبر الهی و بنیانگذار حکومت اسلامی در مدینه منوره که مسلمانان را در غزوات متعددی برای گسترش اسلام رهبری کرد.
المهاجر بن أبي أمية (مهاجر بن ابی امیه): فرمانده نظامی برجسته در دوران خلافت ابوبکر که عملیات نظامی علیه مرتدین در یمن و حضرموت را فرماندهی کرد.
المحكم بن الطفیل (محکم بن طفیل): از فرماندهان نظامی مسيلمه کذاب که در نبرد یمامه علیه خالد بن ولید جنگید.
ثابت بن قیس (رضی الله عنه): صحابی پیامبر که پرچمدار انصار در جنگ یمامه بود و با شجاعت بسیار جنگید تا به شهادت رسید.
زيد بن الخطاب (رضی الله عنه): برادر عمر بن خطاب و پرچمدار مهاجرین در جنگ یمامه که در نبرد با مسيلمه کذاب به شهادت رسید.
الملك بن ذي التاج (لقیط بن مالک ازدی): مدعی نبوت در عمان که توسط نیروهای ابوبکر صدیق سرکوب شد.
المنذر المغرور (منذر بن نعمان): حاکم بحرین قبل از اسلام که پس از ارتداد توسط علاء حضرمی شکست خورد.
در مجموع نام ۷۴ شخصیت تاریخی در این بازی ذکر شده است.

## جنگ ها
نبرد دبا: این نبرد به نام منطقه ساحلی دبا در امارات متحده عربی نامگذاری شده است. در جنگ‌های ردّه، لقیط بن مالک (ذی‌التاج) نیروهایش را در این منطقه جمع‌آوری کرد، در حالی که جیفر و عبد (پسران جلندی) در صحار نیروهای خود را سازماندهی کردند. هنگامی که دو سپاه به هم رسیدند، نیروهای کمکی مسلمانان در لحظه مناسب وارد شدند و پیروزی نصیب مسلمانان گردید.
نبرد جواثا: این نبرد در منطقه جواثا بحرین رخ داد. در جریان جنگ‌های ردّه، منذر بن نعمان بن منذر (معروف به مغرور) مرتد شده و پیروانش مسلمانان جواثا را تحت محاصره قرار دادند. در این نبرد، علاء حضرمی بر منذر مغرور پیروز شد و شورش او را سرکوب کرد.
نبرد قادسیه: این نبرد سرنوشت‌ساز بین امپراتوری ساسانی و مسلمانان رخ داد. در این جنگ، رستم فرخزاد فرماندهی سپاه ایران را بر عهده داشت، در حالی که سعد بن ابی وقاص رضی الله عنه فرماندهی مسلمانان را عهده‌دار بود. مسلمانان در این نبرد مهم پیروز شدند و با کشته شدن رستم، راه برای فتح ایران و سرزمین‌های شرقی آن هموار گردید.

## قبایل
قبیله قریش:  
قریش، قبیله‌ای عرب بودند که در دوران جاهلیت در مکه ساکن شدند و به تدریج به قدرت و ثروت دست یافتند. این قبیله کنترل تجارت کاروان‌ها را در دست داشت و نقش کلیدی در ارتباط تجاری بین جنوب و شمال شبه‌جزیره عربستان، آفریقا، هند و آسیای صغیر ایفا می‌کرد. از شاخه‌های مهم قریش می‌توان به بنی‌امیه، بنی‌نوفل، بنی‌زهره، بنی‌مخزوم، بنی‌اسد، بنی‌جمح، بنی‌سهم، بنی‌هاشم، بنی‌تیم و بنی‌عدی اشاره کرد.
قبیله غطفان:  
غطفان از قبایل عرب بودند که در مناطق شمالی و غربی نجد ساکن بودند. این قبیله از نسل قیس عیلان بود و شامل دو شاخه اصلی ذبیان و عبس می‌شد.
بنی‌قریظه:  
بنی‌قریظه یکی از قبایل یهودی ساکن در یثرب (مدینه) بودند. آنها در غزوه خندق (احزاب) پیمان خود با پیامبر(ص) را شکستند و با قریش و متحدانشان هم‌پیمان شدند. پس از محاصره در قلعه‌هایشان، بدون هیچ پرسشی تسلیم شدند، زیرا خود به عواقب نقض پیمانشان آگاه بودند. در نتیجه، برخی از آنان اعدام شدند و اموالشان مصادره گردید.
در مجموع نام ۱۶ قبیله عرب در این مجموعه ذکر شده است.  